# Jelena Nieczajewa
Jelena Aleksandrowna Nieczajewa (ros. Елена Александровна Нечаева, ur. 14 czerwca 1979 w Leningradzie) – rosyjska szablistka, wielokrotna medalistka mistrzostw świata.
Podczas mistrzostw świata w Nîmes w 2001 roku Rosjanki w składzie: Jelena Nieczajewa, Natalja Makiejewa, Irina Bażenowa i Jelizawieta Gorst zdobyły złoty medal w zawodach drużynowych. W tej samej konkurencji zdobywała następnie złoto na mistrzostwach świata w Nowym Jorku (2004), srebro na mistrzostwach świata w Lipsku (2005) oraz brąz na mistrzostwach świata w Turynie (2006) i mistrzostwach świata w Petersburgu (2007). Ponadto wywalczyła złoto w turnieju indywidualnym na mistrzostwach świata w Petersburgu (2007) oraz brąz na mistrzostwach świata w Lizbonie (2002).
Wystartowała na igrzyskach olimpijskich w Atenach w 2004 roku, zajmując piąte miejsce w turnieju indywidualnym. Brała też udział w igrzyskach olimpijskich w Pekinie w 2008 roku, gdzie drużynowo była piąta, a indywidualnie zajęła siedemnaste miejsce.
Zdobyła złoto drużynowo i srebro indywidualnie na mistrzostwach Europy w Funchal w 2000 roku. Drużynowo zdobywała następnie złoto na mistrzostwach Europy w Moskwie w 2002 roku, mistrzostwach Europy w Bourges w 2003 roku, mistrzostwach Europy w Kopenhadze w 2004 roku i mistrzostwach Europy w Izmirze w 2006 roku, srebro na mistrzostwach Europy w Zalaegerszeg w 2005 roku i brąz na mistrzostwach Europy w Gandawie w 2007 roku. Zdobyła ponadto złoto indywidualnie na mistrzostwach Europy w Koblencji w 2001 roku, srebro na mistrzostwach Europy w Moskwie w 2002 roku i brąz na mistrzostwach Europy w Bourges w 2003 roku.